# Rouairoux
 Rouairoux là một xã thuộc tỉnh Tarn trong vùng Occitanie ở phía nam nước Pháp. Xã này nằm ở khu vực có độ cao trung bình 573 mét trên mực nước biển.
Sông Thoré tạo thành ranh giới phía nam thị trấn, sông Fontanelles, một nhánh của sông Thoré, tạo thành một phần ranh giới phía đông, sông Peyrettes, một sông nhánh khác của sông Thoré, tạo thành phần lớn ranh giới phía tây.